# Arlington Road
Arlington Road är en amerikansk dramathriller från 1999 i regi av Mark Pellington. I huvudrollerna ses Jeff Bridges, Tim Robbins, Joan Cusack och Hope Davis. 

## Handling
Universitetsprofessorn och änkemannen Michael Faraday misstänker att hans nya grannar är involverade i terrorism och blir besatt av att omintetgöra deras plan.

## Rollista i urval
- Jeff Bridges - Michael Faraday
- Tim Robbins - Oliver Lang/William Fenimore
- Joan Cusack - Cheryl Lang/Fenimore
- Hope Davis - Brooke Wolfe
- Robert Gossett - FBI-agent Whit Carver
- Spencer Treat Clark - Grant Faraday
- Mason Gamble - Brady Lang/Fenimore
- Stanley Anderson - Dr. Arthur Scobee
- Jordan Craig - Victor